# 아라미스 나이트
애러미스 나이트(영어: Aramis Knight, 영어 발음: /ˈærəmɪs/, 1999년 10월 3일 ~ )는 미국의 배우이다.

## 출연 작품

### 영화
- 크로싱 오버 (2009)
- 엔더스 게임 (2013) - 빈 역

### 텔레비전
- 덱스터 (2008)